# Abagrotis duanca
Abagrotis duanca är en fjärilsart som beskrevs av Smith 1908. Abagrotis duanca ingår i släktet Abagrotis och familjen nattflyn. Inga underarter finns listade i Catalogue of Life.